# سفيند بايل
سفيند بايل (بالدنماركية: Svend Bille)‏ هو ممثل دنماركي، ولد في 15 يوليو 1888 في الدنمارك في مملكة الدنمارك، وتوفي في 3 أبريل 1973.

## وصلات خارجية
- سفيند بايل على موقع IMDb (الإنجليزية)
- سفيند بايل على موقع قاعدة بيانات الأفلام السويدية (السويدية)
- سفيند بايل على موقع قاعدة بيانات الفيلم (الإنجليزية)
- سفيند بايل على موقع كينوبويسك (الروسية)